# 神応寺 (水戸市)
神応寺（じんのうじ）は、茨城県水戸市にある時宗の寺院。「神應寺」とも書く。

## 概略と沿革
時宗遊行派の総本山である清浄光寺は、永正10年（1513年）に合戦に巻き込まれて焼失した。その地を支配していた後北条氏に睨まれていたために、再建することができず、約百年に亘って藤沢上人（遊行上人を引退した清浄光寺住職）と本尊は、各地を流浪することになった。
そこで佐竹氏の一門出身である遊行32代他阿普光は、佐竹義宣を頼って、水戸の地に藤沢道場を建立することとした。天正19年（1591年）、水戸城下の後に藤沢小路と呼ばれる神生平（かのうだいら）に建てられた。こうして短い間だが、遊行派本山となった。当初は寺号がなかったが、清浄光寺再興を受けて寛永10年（1633年）に神応寺と改称し、延宝8年（1680年）に現在の元山町の地に移転した。
境内には広大な墓地があり、中に居合術田宮流中興の祖・和田平助正勝、軍学者・山国兵部共昌、その実弟・田丸稲之衛門直允らの墓がある。
雷除けで信仰を集めた蹴揚観音があり、かつては別雷大神を祭祀していたが、神仏分離令により、隣の敷地で独立した。本地仏は現在も当寺で祀られている。

## 文化財
- 「慷慨淋漓（こうがいりんり）の碑拓本附台石（ひたくほんつけたりだいいし）」[2] - 諸生派の人たちの死を悼む石碑で「慷慨淋漓」の文字は松平容保の書[2]。碑文は南摩綱紀が作成し、松平雪江が清書したもの[2]。1945年の水戸空襲で破損して台座と、予めとられていた拓本が残った[2]。2015年に水戸市指定文化財に指定[2]。

## 交通アクセス
東日本旅客鉄道常磐線・水郡線水戸駅から関東鉄道バスで大工町バス停留所を下車、すぐ